# چارینگ
چارینگ (به انگلیسی: Charing) یک روستا و محله مدنی در بریتانیا است که در Ashford واقع شده‌است. چارینگ ۲۴٫۹ کیلومتر مربع مساحت و ۲٬۷۶۶ نفر جمعیت دارد.